# Tekken 3
Tekken 3 (яп. 鉄拳3 Тэккэ́н Сури:, «Железный кулак 3») — компьютерная игра в жанре файтинга, третья основная часть одноимённой серии, изначально вышедшая для аркадного автомата Namco System 12 15 апреля 1997 и в дальнейшем портирована на Playstation. Разработана компанией Namco и издана для PS1 в Японии 26 марта 1998, Северной Америке издатель Namco Homotek 1 мая, в Европе филиал Sony Computer Entertainment 12 сентября. Аркадная версия была добавлена в Tekken 5 как часть режима аркадной истории. Вошла в список игр для Playstation Classic 3 декабря 2018 года.
В аркадной версии игры доступно 21 персонаж, из них 15 новые, в консольной версии присутствуют ещё 2 бонусных. Сюжет продолжает рассказывать об истории семьи Мисимы спустя 15 лет после событий Tekken 2. Хэйхати Мисима основывает специальную военную организацию Tekken Force для защиты Мисимы Дзайбацу. В Мексике эскадрилья солдат обнаруживает храм со зловещим существом Огр, но все погибают. Хэйхати, узнав о случившимся, пытается захватить монстра для личной выгоды; со всего мира пропадают мастера боевых искусств (в том числе и Дзюн Кадзама) — за этим стоит Огр. Чтобы выманить существо, Хэйхати объявляет о турнире «Король Железного Кулака», куда вступает Дзин Кадзама, сын Дзюн и Казуи Миcима, чтобы отомстить за потерю матери.
Игра стала большим хитом аркадных систем и Playstation. Было продано 35000 игровых автоматов и 8,36 миллиона копий для PS1 по всему миру, став пятой самой продаваемой игрой платформы. С момента выхода Tekken 3 быстро получила статус одной из величайших видеоигр всех времён.

## Игровой процесс
Tekken 3 использует аналогичную боевую систему и основную концепцию, как и её предшественники. Однако привносит множественное изменение геймплея, графики, анимации персонажей и добавляет новые режимы игры.
Игра делает акцент на третьей оси, давая игроку свободу перемещения: появляется лёгкая возможность обойти противника, увернуться от атак или укатиться при лежащем состоянии. Уменьшена высота прыжков, персонажи быстрее восстанавливаются после нокдауна, имеют ощутимый большой список ударов, приёмов и движений по сравнению с предшественницей.

### Tekken Force
Впервые в серии появился режим игры «Tekken Force», схож с играми жанра beat 'em up. Игроку нужно пройти 4 этапа с ограничением по времени и отсутствия право на проигрыш между ними, убивая солдат спец-отряда и продвигаясь дальше. По пути можно будет подобрать жареную курицу, которая может выпасть с противников или просто лежать, при подборе персонаж восстановит часть здоровья. В конце каждого этапа игрока встречает босс, в конце четвёртого Хэйхати Мисима.
За 4 прохождения открывается бонусный играбельный персонаж доктор Босконович, если ранее он не был открыт путём победы в режиме аркады.

### Tekken Ball
Существует также мини-игра «Tekken Ball», похожая на пляжный волейбол, где надо ударить по мячу мощной атакой и задеть противника или попытаться отбить мяч таким образом, чтобы он упал на землю в зоне соперника, таким образом, причиняя ущерб.

### Арены
- Martial Arts Dojo — шаолиньский монастырь в горах.
- Forest — как и ясно из названия, действие происходит в лесу.
- Carnival — парк развлечений.
- Taekwondo Dojo — додзё высоко в горах, где, как и ясно из названия, изучают тхэквандо.
- Hong Kong Street — улицы Гонконга. На арене можно заметить флаер с Namco.
- Ogre’s Temple — логово Огра в Мексике.
- High School — политехническая школа Мисимы. На данную арену сделано много ремейков в разных последующих играх серии Tekken.
- Tiger Dojo Tokyo — додзё в горах. По мнению фанатов, именно здесь жили Дзин и Дзюн. На данную арену сделано много ремейков в разных последующих играх серии Tekken.
- Laboratory Courtyard — большой военный комплекс.
- Grassy Land — побережье тропического острова.
- Skyring — рестлерский ринг, расположенный на вышке высоко в горах.
- Mexican Temple — мексиканский храм. Является входом в логово Огра.
- Punk Alley — как и ясно из названия оригинала арены, действие происходит на аллее, где много панков.
- Junky Mansion — лаборатория и укрытие Доктора Босконовича. На этапе можно заметить много разной аппаратуры и схем. Данная арена доступна только в консольной версии игры.
- Beach Island — как и ясно из названия, арена представляет собой пляж острова. Арена создана специально для приглашённого гостя — Гона. Данная арена доступна только в консольной версии игры.

## Сюжет
Спустя пятнадцать лет после турнира «Король Железного Кулака 2», Хэйхати Мисима создаёт военную организацию «Tekken Force», которая должна заниматься защитой Мисима Зайбацу. Отряд ищет древний храм, расположенный в Мексике. Вскоре после прибытия туда, Хэйхати узнаёт, что отряд был уничтожен Огром. Однако Хэйхати, будучи свидетелем событий, стремится захватить Огра в надежде направить его силу для собственной выгоды. Вскоре различных мастеров боевых искусств со всего мира находят мёртвыми. Во всём этом подозревается Огр.
В то время Дзюн Кадзама живёт тихой жизнью в Якусима со своим маленьким сыном, Дзином, родившимся после событий предыдущего турнира. Он является сыном Кадзуи и внуком Хэйхати. Однако их мирной жизни приходит конец, когда Дзюн начинает чувствовать приближение Огра. Дзюн поручает Дзину найти Хэйхати, если что-то случится. Через некоторое время после пятнадцатого дня рождения Дзина, Огр действительно атакует. Дзин доблестно пытается бороться с Огром, но противник ударяет его и герой теряет сознание. Когда Дзин просыпается, он обнаруживает, что его дом был сожжен, а его мать пропала без вести и скорее всего мертва. Дзин находит часть Дьявола, которая раньше была в Кадзуе, и он вселяется в него, оставив отметку на его левой руке. Позже Дзин идет к Хэйхати, как и просила его мать, объясняя своё положение. Он просит обучить его, чтобы он стал достаточно сильным, чтобы отомстить Огру. Хэйхати соглашается и начинает обучать Дзина традиционному стилю каратэ Мисима, также отправив его в свою Политехническую школу Мисима.
Четыре года спустя, Дзин становится мастером каратэ стиля Мисима. На девятнадцатый день рождения Дзина, Хэйхати объявляет третий турнир «Короля Железного Кулака», тайно намереваясь выманить этим Огра, думая что большое количество сильных бойцов привлечёт его внимание, в то время как главный герой готовится к предстоящему бою.
В конце турнира, в большом храме, Пол Феникс побеждает Огра и уходит из турнира, думая, что он победил. Но Огр превращается в свою истинную форму чудовищного зверя, и Дзин наконец противостоит ему. Дзин сражается и побеждает Огра, и последний погибает, распавшись на частицы. Но внезапно Дзина расстреливает эскадрилья «Tekken Force» во главе с Хэйхати, который больше не нуждается в герое, и лично делает последний выстрел в голову внука.
Тем не менее, Дзин выживает, пробуждается Дьявол внутри него, и герой раскидывает солдат «Tekken Force», и пробивает Хэйхати в стену храма. Хэйхати выживает во время долгого падения, смотрит вверх и видит, что у Дзина прорастают пернатые крылья и он улетает.

## Персонажи

### Список играбельных персонажей
Всего в игре 23 персонажа:
- Жирным шрифтом отмечены новые персонажи.

| Основной список                                                    | Основной список                                                              | Основной список                                              | Основной список                                               | Основной список                         |
| ------------------------------------------------------------------ | ---------------------------------------------------------------------------- | ------------------------------------------------------------ | ------------------------------------------------------------- | --------------------------------------- |
| - Анна Уильямс* - Брайан Фьюри* - Ган Джек* - Гон*** - Джулия Чан* | - Дзин Кадзама - Доктор Босконович*** - Ёсимицу - Истинный Огр* ** - Кинг II | - Кума II* - Лин Сяоюй - Лэй Улун - Мокудзин* - Нина Уильямс | - Огр* ** - Панда* - Пол Феникс - Тайгер Джексон* - Форест Ло | - Хваран - Хэйхати Мисима* - Эдди Горду |

* ↑  Доступен после прохождения аркадного режима.
** ↑  Финальный босс.
*** ↑  Бонусный персонаж.

## Портированные и другие версии

### PlayStation
Оригинальный порт Tekken 3 на PlayStation включал два новых персонажа: Гона и доктора Босконовича. Также, в отличие от аркадной версии, Анна получила собственный слот персонажа, уникальный портрет, голос, победную анимацию, некоторые уникальные атаки (а также её приёмы из первых двух игр, некоторые из которых были даны Огру) и свою концовку, а не как в предыдущих частях, где она была в основном скопирована с Нины. Тем не менее, она всё равно имеет много ударов и захватов от Нины. Она была сделана ещё более уникальной в Tekken 5.
Версия для PlayStation включает новые режимы «Tekken Force» и «Tekken Ball», а также все предыдущие режимы из Tekken 2. Из-за небольшой оперативной памяти для видео и низкой частоты кадров в PlayStation, качество изображения было ухудшено. Фоны были повторно сделаны в двухмерной графике, а количество полигонов для моделей персонажей было уменьшено.
В версии для PlayStation 2 Tekken 5 включена аркадная версия Tekken 3.

### Bleemcast
Namco никогда официально не портировала Tekken на консоль Dreamcast, но независимая компания bleem! разработала специальный загрузочный диск для консоли Sega. В порте имеется повышенное разрешение, таким образом делая игру чётче. Видимой разницы между фоновыми изображениями на арене нет, Namco использовали панорамные изображения на фоне, которые не могут быть повышены в качестве.

## Саундтрек
Музыка была написана Нобуёси Сано и Кэнъити Окабэ. 18 июля 1997 года лейблом Wonder Spirits был выпущен альбом Tekken 3 Arcade Soundtrack 001 EX (яп. 鉄拳3 アーケードサウンドトラック 001 EX), в который были включены песни из версии игры для аркадного автомата. Альбом содержит 19 песен. В диск был включен интервью композиторов и небольшие фрагментов клипов, фотографий, историю и подробную информацию о персонажах из Tekken 3.
Ремиксы песен были включены в альбом Tekken 3 Battle Trax.
| №                   | Название                | Музыка                     | Длительность |
| ------------------- | ----------------------- | -------------------------- | ------------ |
| 1.                  | «Attract Movie»         | Кэнъити Окабэ              | 0:23         |
| 2.                  | «Attract EMBU»          | Нобуёси Сано               | 1:02         |
| 3.                  | «Character Select»      | Нобуёси Сано               | 0:48         |
| 4.                  | «Paul Phoenix»          | Нобуёси Сано               | 3:46         |
| 5.                  | «Forest Law»            | Нобуёси Сано               | 3:49         |
| 6.                  | «Lei Wulong»            | Нобуёси Сано               | 3:46         |
| 7.                  | «King»                  | Нобуёси Сано               | 2:44         |
| 8.                  | «Yoshimitsu»            | Нобуёси Сано               | 4:04         |
| 9.                  | «Nina Williams»         | Кэнъити Окабэ              | 3:34         |
| 10.                 | «Hwoarang»              | Кэнъити Окабэ              | 3:10         |
| 11.                 | «Ling Xiaoyu»           | Нобуёси Сано               | 3:42         |
| 12.                 | «Eddy Gordo»            | Кэнъити Окабэ              | 3:28         |
| 13.                 | «Jin Kazama»            | Кэнъити Окабэ              | 4:02         |
| 14.                 | «for Hidden Characters» | Нобуёси Сано               | 3:19         |
| 15.                 | «Heihachi Mishima»      | Нобуёси Сано Кэнъити Окабэ | 3:39         |
| 16.                 | «Ogre»                  | Нобуёси Сано               | 3:23         |
| 17.                 | «Continue?»             | Нобуёси Сано               | 0:37         |
| 18.                 | «Game Over»             | Нобуёси Сано               | 0:07         |
| 19.                 | «Staff Roll»            | Кэнъити Окабэ              | 1:17         |
| Общая длительность: | Общая длительность:     | Общая длительность:        | 50:40        |

| №                   | Название            | Музыка              | Длительность |
| ------------------- | ------------------- | ------------------- | ------------ |
| 1.                  | «Jin Kazama»        | Кэнъити Окабэ       | 4:51         |
| 2.                  | «Attract EMBU»      | Нобуёси Сано        | 4:28         |
| 3.                  | «Character Select»  | Нобуёси Сано        | 2:21         |
| 4.                  | «Paul Phoenix»      | Нобуёси Сано        | 4:07         |
| 5.                  | «Forest Law»        | Кэнъити Окабэ       | 3:47         |
| 6.                  | «Lei Wulong»        | Кэнъити Окабэ       | 3:40         |
| 7.                  | «King»              | Нобуёси Сано        | 3:39         |
| 8.                  | «Yoshimitsu»        | Кэнъити Окабэ       | 3:30         |
| 9.                  | «Nina Williams»     | Нобуёси Сано        | 4:18         |
| 10.                 | «Hwoarang»          | Нобуёси Сано        | 4:46         |
| 11.                 | «Ling Xiaoyu»       | Кэнъити Окабэ       | 4:10         |
| 12.                 | «Eddy Gordo»        | Нобуёси Сано        | 2:33         |
| 13.                 | «Jin Kazama»        | Нобуёси Сано        | 5:15         |
| Общая длительность: | Общая длительность: | Общая длительность: | 50:40        |

Лейблом Wonder Spirits 20 мая 1998 года был выпущен альбом Tekken 3 PlayStation Soundtrack 002 (яп. 鉄拳3 プレイステーションサウンドトラック 002), в который были включены новые песни из версии игры для PlayStation. В написании музыки принимали участие Хироюки Кавада и Минамо Такахаси.
Позже главные темы персонажей были переизданы в качестве ремиксов в альбомах Tekken 3 Techno Maniax и Tekken 3 Seven Remixes.
| №                   | Название            | Музыка              | Длительность |
| ------------------- | ------------------- | ------------------- | ------------ |
| 1.                  | «Opening Movie»     | Кэнъити Окабэ       | 1:38         |
| 2.                  | «Character Select»  | Нобуёси Сано        | 1:02         |
| 3.                  | «Jin Kazama»        | Кэнъити Окабэ       | 3:31         |
| 4.                  | «Lei Wulong»        | Нобуёси Сано        | 3:37         |
| 5.                  | «King»              | Нобуёси Сано        | 3:33         |
| 6.                  | «Paul Phoenix»      | Нобуёси Сано        | 3:39         |
| 7.                  | «Eddy Gordo»        | Кэнъити Окабэ       | 3:01         |
| 8.                  | «Hwoarang»          | Кэнъити Окабэ       | 2:57         |
| 9.                  | «Forest Law»        | Нобуёси Сано        | 3:44         |
| 10.                 | «Nina Williams»     | Кэнъити Окабэ       | 3:22         |
| 11.                 | «Yoshimitsu»        | Нобуёси Сано        | 3:36         |
| 12.                 | «Ling Xiaoyu»       | Нобуёси Сано        | 3:40         |
| 13.                 | «Heihachi Mishima»  | Кэнъити Окабэ       | 3:25         |
| 14.                 | «Julia Chang»       | Нобуёси Сано        | 3:33         |
| 15.                 | «Kuma/Panda»        | Кэнъити Окабэ       | 3:00         |
| 16.                 | «Gun Jack»          | Хироюки Кавада      | 2:55         |
| 17.                 | «Bryan Fury»        | Хироюки Кавада      | 2:40         |
| 18.                 | «Mokujin»           | Нобуёси Сано        | 3:03         |
| 19.                 | «Dr.Bosconovitch»   | Минамо Такахаси     | 3:00         |
| 20.                 | «Anna Williams»     | Нобуёси Сано        | 3:06         |
| 21.                 | «Tiger Jackson»     | Ю Миякэ             | 3:01         |
| 22.                 | «Gon»               | Минамо Такахаси     | 2:48         |
| 23.                 | «Ogre»              | Нобуёси Сано        | 4:23         |
| 24.                 | «Result»            | Кэнъити Окабэ       | 1:10         |
| 25.                 | «Game Over»         | Кэнъити Окабэ       | 0:06         |
| 26.                 | «Staff Roll»        | Ю Миякэ             | 2:36         |
| Общая длительность: | Общая длительность: | Общая длительность: | 76:06        |

| №                   | Название                                 | Музыка              | Ремикс                    | Длительность |
| ------------------- | ---------------------------------------- | ------------------- | ------------------------- | ------------ |
| 1.                  | «Jin Kazama [OVERHEAD CLUB MIX]»         | Кэнъити Окабэ       | Overhead Noise            | 6:45         |
| 2.                  | «Nina Williams»                          | Кэнъити Окабэ       | Beserker                  | 6:01         |
| 3.                  | «Paul Phoenix [THE ORIGINAL MASTER MIX]» | Нобуёси Сано        | The Hypnotist             | 6:10         |
| 4.                  | «Yoshimitsu»                             | Нобуёси Сано        | New London Jazz Connetion | 5:42         |
| 5.                  | «King»                                   | Нобуёси Сано        | Banana Republic           | 6:47         |
| 6.                  | «Lei Wulong [PIZZI-CLUB MIX]»            | Нобуёси Сано        | 2 Deep                    | 7:53         |
| 7.                  | «Forest Law [M.L.O'S BEAUTIFUL MIX]»     | Нобуёси Сано        | M.L.O.                    | 6:41         |
| Общая длительность: | Общая длительность:                      | Общая длительность: | Общая длительность:       | 45:59        |

| №                   | Название                                 | Музыка              | Ремикс              | Длительность |
| ------------------- | ---------------------------------------- | ------------------- | ------------------- | ------------ |
| 1.                  | «Jin Kazama [OVERHEAD CLUB MIX]»         | Кэнъити Окабэ       | Кэн Исии и Тацуя Оэ | 4:38         |
| 2.                  | «Nina Williams»                          | Нобуёси Сано        | Wiggle              | 2:38         |
| 3.                  | «Paul Phoenix [THE ORIGINAL MASTER MIX]» | Нобуёси Сано        | Miyoken             | 6:29         |
| 4.                  | «Yoshimitsu»                             | Хироюки Кавада      | Кэн Исии            | 4:41         |
| 5.                  | «King»                                   | Нобуёси Сано        | Кэн Исии            | 5:45         |
| 6.                  | «Lei Wulong [PIZZI-CLUB MIX]»            | Минамо Такахаси     | Акио Миланпак       | 5:38         |
| 7.                  | «Forest Law [M.L.O'S BEAUTIFUL MIX]»     | Ю Миякэ             | Тацуя Оэ            | 5:14         |
| Общая длительность: | Общая длительность:                      | Общая длительность: | Общая длительность: | 35:03        |

## Восприятие
| Сводный рейтинг    | Сводный рейтинг           |
| Агрегатор          | Оценка                    |
| ------------------ | ------------------------- |
| GameRankings       | 95,80 %                   |
| Metacritic         | 96/100                    |
| MobyRank           | 95/100                    |
| Иноязычные издания |                           |
| Издание            | Оценка                    |
| AllGame            | (Аркадный автомат) · (PS) |
| CVG                | 9/10                      |
| Edge               | 9/10                      |
| EGM                | 10/10                     |
| Famitsu            | 39/40                     |
| GameRevolution     | A-                        |
| GameSpot           | 9,9/10                    |
| IGN                | 9,3/10                    |

Игра получила высокие оценки от критиков. Сайт Metacritic оценил игру в 96 баллов из 100 возможных, что указывает на всеобщее признание. Игра заняла 2 место в списке величайших игр для PlayStation. Tekken 3 стала второй из игр (после Sonic & Knuckles), оценённая в 10 баллов от журнала Electronic Gaming Monthly. Критик под прозвищем Суши Х сказал, что нет игры, которая не вознаграждает новичков за натирание кнопок, оценив игру в итоге в 9 баллов из 10. По состоянию на апрель 2011 года, Tekken 3 стала восьмой высокооценённой игрой в рейтинге игр всех времен по данным сайта GameRankings, со средней оценкой в 96,3 %.
В сентябре 2004 года игра заняла 10 место в топе «Последний чарт PlayStation» от PSM. Журнал Complex в 2011 году назвал игру лучшим файтингом всех времен. По состоянию на сентябрь 2012 года, Tekken 3 по-прежнему остается самой высокооценённой игрой в серии.

### Комментарии
1. ↑  В Северной Америке Namco Homotek, в Европе Sony Computer Entertainment Europe
2. ↑  Так же есть в Tekken 4, Tekken 5